# ATX Open
El Torneig d'Austin, oficialment conegut com a ATX Open, és una competició tennística professional que es disputa sobre pista dura exterior al Westwood Country Club d'Austin, Estats Units. Pertany a la categoria WTA 250 del circuit WTA femení des de l'any 2023.

## Palmarès

### Individual femení
| Any     | Campiona       | Finalista         | Resultat    |
| ------- | -------------- | ----------------- | ----------- |
| WTA 250 |                |                   |             |
| 2025    | Jessica Pegula | McCartney Kessler | 7−5, 6−2    |
| 2024    | Yuan Yue       | Wang Xiyu         | 6−4, 7−6(4) |
| 2023    | Marta Kostyuk  | Varvara Gracheva  | 6−3, 7−5    |

### Dobles femenins
| Any     | Campiones                      | Finalistes                           | Resultat         |
| ------- | ------------------------------ | ------------------------------------ | ---------------- |
| WTA 250 |                                |                                      |                  |
| 2025    | Anna Blinkova Yuan Yue         | McCartney Kessler Zhang Shuai        | 3−6, 6−1, [10−4] |
| 2024    | Olivia Gadecki Olivia Nicholls | Katarzyna Kawa Bibiane Schoofs       | 6−2, 6−4         |
| 2023    | Erin Routliffe Aldila Sutjiadi | Nicole Melichar-Martinez Ellen Perez | 6−4, 3−6, [10−8] |